# سوتا هيراياما
سوتا هيراياما (平山 相太) (ولد 6 يونيو 1985) هو لاعب كرة قدم ياباني، شارك في دورة الألعاب الاولمبية الصيفية عام 2004 في اليونان.

## روابط خارجية
1. ↑  "معلومات عن سوتا هيراياما على موقع transfermarkt.com". transfermarkt.com. مؤرشف من الأصل في 2020-03-31.
2. ↑  "معلومات عن سوتا هيراياما على موقع viaf.org". viaf.org. مؤرشف من الأصل في 2019-07-27.
3. ↑  "معلومات عن سوتا هيراياما على موقع int.soccerway.com". int.soccerway.com. مؤرشف من الأصل في 2017-09-23.

- Rising Sun News profile
- سوتا هيراياما على موقع الاتحاد الدولي (مؤرشف)  (الإنجليزية)
- سوتا هيراياما على موقع رابطة كرة القدم اليابانية للمحترفين (اليابانية)
- سوتا هيراياما على موقع إي إس بي إن إف سي (الإنجليزية)
- سوتا هيراياما على موقع قاعدة بيانات كرة القدم.إي يو (الإنجليزية)
- سوتا هيراياما على موقع ناشيونال فوتبول تيمز (الإنجليزية)
- سوتا هيراياما على موقع Soccerway.com (الإنجليزية)
- سوتا هيراياما على موقع عالم كرة القدم.نت (الإنجليزية)
- سوتا هيراياما على موقع أوليمبيديا (الإنجليزية)